# Steven Levy
Pour les articles homonymes, voir Levy.
Steven Levy (né en 1951) est un spécialiste et journaliste dans le domaine de l'informatique. Il a été publié notamment dans le magazine Rolling Stone, et collabore régulièrement au magazine Newsweek. Il est également journaliste senior dans le magazine Wired. Il est notamment l'auteur de Hackers et Insanely Great: The Life and Times of Macintosh, the Computer That Changed Everything.
Depuis 2013 il est également le rédacteur en chef de Medium.

## Hackers
Dans Hackers: Heroes of the Computer Revolution, Steven Levy retrace l'émergence et la multiplication des hackers aux États-Unis, du premier ordinateur mis à disposition des étudiants du Massachusetts Institute of Technology en 1959, un IBM 704, à l'apparition des premiers ordinateurs personnels, notamment le premier Apple en 1976. Il définit pour la première fois la notion d'éthique hacker et la codifie.

## Éthique hacker
L'« éthique hacker » a été codifiée en 1984 par Steven Levy selon les principes suivants :
- Toute information est par nature libre.
- Être anti-autoritariste.
- Les hackers peuvent se juger par leurs prouesses, non par d'autres hiérarchies sociales (ce qui permettra à un jeune prodige d'une  dizaine d'années de rejoindre le groupe).
- Art et beauté peuvent être créés avec un ordinateur.
- Les ordinateurs peuvent changer et améliorer la vie.

### En français
- L'Éthique des hackers, traduit de l'anglais par Gilles Tordjman, Globe, 2013.

### En anglais
- In The Plex: How Google Thinks, Works, and Shapes Our Lives (2011)
- The Perfect Thing: How the iPod Shuffles Commerce, Culture, and Coolness (2006)
- Crypto: How the Code Rebels Beat the Government Saving Privacy in the Digital Age (2001)
- Insanely Great: The Life and Times of Macintosh, the Computer That Changed Everything (1994)
- Artificial Life: The Quest for a New Creation (1992)
- The Unicorn's Secret: Murder in the Age of Aquarius (1988)
- Hackers: Heroes of the Computer Revolution (1984)